# Ризосфера

Ризосфе́ра (від грец. ρίζα — корінь і σφα.ΐρα — м'яч, куля)— вузька зона ґрунту, що безпосередньо оточує корінь, і на яку впливає секреція кореня і мікроорганізми, асоційовані з цим коренем. Тут мешкає багато бактерій, які живляться омертвелими рослинними клітинами, білками і цукром, що виділений корінням. Ці бактерії часто проводять фіксацію азоту і постачають рослині необхідні сполуки азоту. Протозої і нематоди, що живляться цими бактеріями, також сконцентровані біля коріння. Тому, значна частина харчових ланцюжків та систем захисту від хвороб рослин сконцентровані у тонкому шарі безпосередньо біля коріння.

## Читайте далі
- The Soil Habitat. University of Western Australia. Архів оригіналу за 25 червня 2013. Процитовано 3 липня 2006.